# إيرين ميرفي كيلي
إيرين ميرفي كيلي (بالإنجليزية: Irene Murphy Keeley)‏ هي قاضية أمريكية، ولدت في 1944.